# Seleção Belga de Rugby Union
A Seleção Belga de Rugby Union é a equipe que representa a Bélgica em competições internacionais de Rugby Union.

## História

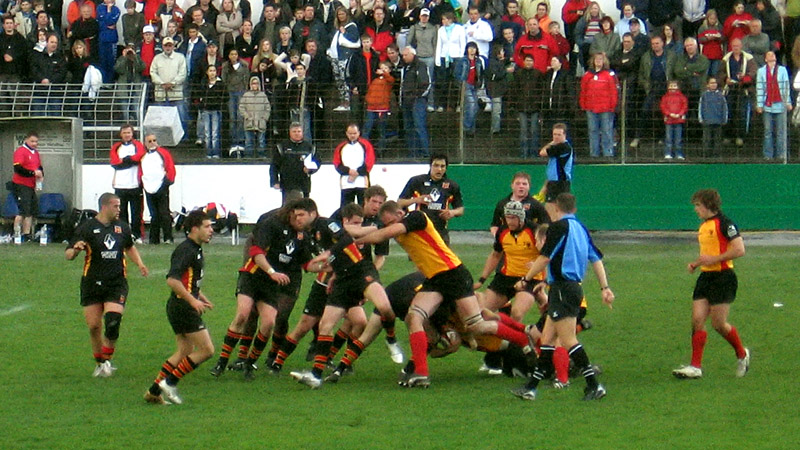
Seleção Belga (de preto), contra a Seleção Alemã, durante as Eliminatórias para a Copa do Mundo de Rugby Union de 2007.

A Bélgica estreou em jogos internacionais em 1 de Julho de 1930 contra a Holanda, vencendo o jogo pelo placar de 6 a 0. Apesar do resultado positivo, a Holanda não disputou mais jogos amistosos no ano de 1930, mas organizou jogos anuais contra os holandeses, vencendo os confrontos de 1931 e 1932, mas perdendo os torneios dos anos seguintes.
Durante a década de 1950, a Bélgica continuou jogando contra Holanda, assim como a Espanha. Em 1970 eles ganharam a maioria dos seus jogos, mostrando a evolução belga. Esta tendência continuou durante toda a década de 1980, quando passou a enfrentar outras seleções europeias, porém, ainda não conseguiu se classificar para a Copa do Mundo de Rugby Union.

## Confrontos
Registro de confrontos contra outras seleções
| Adversário          | Jogos | Vitórias | Empates | Derrotas | Pontos feitos | Pontos sofridos | Aproveitamento (%) |
| ------------------- | ----- | -------- | ------- | -------- | ------------- | --------------- | ------------------ |
| Predefinição:DEUr   | 8     | 2        | 1       | 5        | 119           | 157             | 31,25%             |
| Alemanha Ocidental  | 6     | 4        | 1       | 1        | 100           | 80              | 75%                |
| Armênia             | 1     | 0        | 0       | 1        | 11            | 24              | 0%                 |
| Croácia             | 4     | 2        | 0       | 2        | 52            | 82              | 50%                |
| Checoslováquia      | 6     | 1        | 0       | 5        | 54            | 165             | 16,6%              |
| Dinamarca           | 5     | 3        | 1       | 1        | 105           | 61              | 70%                |
| Eslovênia           | 3     | 2        | 0       | 1        | 63            | 46              | 66%                |
| Espanha             | 12    | 1        | 0       | 11       | 55            | 382             | 8,3%               |
| Fiji                | 1     | 0        | 0       | 1        | 0             | 74              | 0%                 |
| Itália              | 2     | 0        | 0       | 2        | 0             | 75              | 0%                 |
| Letônia             | 2     | 1        | 0       | 1        | 36            | 56              | 50%                |
| Lituânia            | 2     | 2        | 0       | 0        | 50            | 33              | 100%               |
| Luxemburgo          | 4     | 4        | 0       | 0        | 100           | 24              | 100%               |
| Malta               | 2     | 2        | 0       | 0        | 50            | 0               | 100%               |
| Marrocos            | 4     | 1        | 0       | 3        | 42            | 59              | 25%                |
| Moldávia            | 5     | 3        | 0       | 2        | 97            | 81              | 60%                |
| Mónaco              | 1     | 1        | 0       | 0        | 18            | 12              | 100%               |
| Predefinição:NLDr   | 43    | 21       | 4       | 18       | 499           | 421             | 53,4%              |
| Polônia             | 6     | 0        | 0       | 6        | 72            | 157             | 0%                 |
| Portugal            | 10    | 2        | 2       | 6        | 96            | 130             | 30%                |
| República Tcheca    | 4     | 1        | 1       | 2        | 73            | 102             | 25%                |
| Romênia             | 2     | 0        | 0       | 2        | 23            | 119             | 0%                 |
| Rússia              | 1     | 0        | 0       | 1        | 11            | 17              | 0%                 |
| Samoa               | 1     | 0        | 0       | 1        | 8             | 37              | 0%                 |
| Sérvia e Montenegro | 8     | 7        | 0       | 1        | 120           | 65              | 87,5%              |
| Suécia              | 12    | 8        | 0       | 4        | 140           | 82              | 66,6%              |
| Suíça               | 8     | 5        | 0       | 3        | 124           | 92              | 62,5%              |
| Tunísia             | 5     | 1        | 1       | 3        | 71            | 90              | 30%                |
| Ucrânia             | 5     | 2        | 0       | 3        | 59            | 101             | 40%                |
| Total               | 173   | 76       | 11      | 86       | 2248          | 2824            | 47,1%              |

## Curiosidades
- Antes de presidir o Comitê Olímpico Belga e o Comitê Olímpico, Jacques Rogge jogou pela Seleção Belga.